# Pięciobój morski na Światowych Wojskowych Igrzyskach Sportowych 2019
Pięciobój morski na Światowych Wojskowych Igrzyskach Sportowych 2019 – zawody, które odbywały się w chińskim Wuhanie w dniach 23 – 26 października 2019 roku podczas igrzysk wojskowych. Zawody odbyły się w obiektach Obstacle Race Field of Mulan Lake Campus.

## Harmonogram
| Październik 2019 | 21 Po | 22 Wt | 23 Śr | 24 Cz | 25 Pi | 26 So | 27 Ni |
| ---------------- | ----- | ----- | ----- | ----- | ----- | ----- | ----- |
| Pięciobój morski |       |       |       |       | 4     | 2     |       |

|  | Dzień zawodów | F | Finał (ilość) |

## Konkurencje
- Kobiety – indywidualnie, drużynowo, sztafeta
- Mężczyźni – indywidualnie, drużynowo, sztafeta

W skład pięcioboju morskiego wchodzą: 
- tor przeszkód - bieg na dystansie 300 metrów (10 przeszkód),
- tor przeszkód wodnych - pływanie w płetwach na dystansie 125 metrów,
- ratowanie życia - konkurencja pływacka na dystansie 75 metrów,
- prace bosmańskie - głównie wiosłowanie na dystansie 270 metrów oraz
- bieg terenowy połączony ze strzelaniem.

## Uczestnicy
Do zawodów zgłoszonych zostało 70 zawodniczek i zawodników reprezentujących 10 kraje.
- Brazylia (8)
- Chiny (8)
- Dania (7)
- Ekwador (5)
- Finlandia (6)
- Hiszpania (8)
- Niemcy (6)
- Polska (6)
- Rosja (8)
- Szwecja (8)

Jedno państwo mogło do konkurencji drużynowej wystawić 5 zawodników i 3 zawodniczki. Dla zespołu, do klasyfikacji drużynowej u mężczyzn zaliczano wyniki czterech zawodników z najlepszymi czasami, a u kobiet wyniki dwóch zawodniczek  (medale otrzymywało 5 zawodników, a u kobiet 3). W sztafetach męskich startowało 3 zawodników, u kobiet sztafeta liczyła 2 zawodniczki. 
Polskę reprezentowali;
- Kobiety - Katarzyna Gzyl Truszczyńska (indywidualnie 7. miejsce) i Edyta Korczak (16). Polki zajęły 6. miejsce drużynowo oraz w sztafecie.
- Mężczyźni - Mateusz Kierzkowski (indywidualnie 5. miejsce), Mateusz Szurmiej (11.), Mateusz Rak (25.), a Karol Morek (27.). Polacy zajęli 4. miejsce drużynowo (23 666 pkt), w sztafecie 5.

## Medaliści

### Mężczyźni
| Konkurencja         | Złoto | Złoto  | Srebro | Srebro | Brąz | Brąz   |
| Konkurencja         | Zawodnik | Pkt    | Zawodnik | Pkt    | Zawodnik | Pkt    |
| Zawody indywidualne | Guo Ziyuan · Chiny | 6139   | Tiago Lincoln · Brazylia | 6130   | Matthias Wesemann · Niemcy | 6120   |
| Zawody drużynowe    | Chiny · Guo Ziyuan – 6139 (1.) · Wei Yadong – 6091 (4.) · Yang Jin – 6050 (7.) · Ye Rentang – 6050 (8.) · Cheng Fengxuan – 6016 (12.) | 24 330 | Brazylia · Tiago Lincoln – 6130 (2.) · Felicio Carrico – 6037 (9.) · Ivanilson Sousa – 6031 (10.) · Max Santos – 6014 (13.) · Joao Farche – 5864 (20.) | 24 212 | Niemcy · Matthias Wesemann – 6120 (3.) · Felix Giacomo Gellert – 6054 (6.) · Philipp Thomas Kuehn – 5890 (19.) · Domenique Bogs – 5837 (22.) | 23 901 |
| Sztafeta            | Chiny · Guo Ziyuan · Wei Yadong · Ye Rentang                                                                                          | 1:34.5 | Brazylia · Felicio Carrico · Tiago Lincoln · Max Santos                                                                                                | 1:45.0 | Hiszpania · Alvaro Bartus Fernandez · Luis Enrique Manrique Laureiro · Juan Francisco Paredes Sanchez                                        | 1:46.6 |

### Kobiety
| Konkurencja         | Złoto                                                                        | Złoto  | Srebro | Srebro | Brąz                                                                                               | Brąz   |
| Konkurencja         | Zawodniczka                                                                  | Pkt    | Zawodniczka                                                                                               | Pkt    | Zawodniczka                                                                                        | Pkt    |
| Zawody indywidualne | Zhang Na · Chiny                                                             | 6270   | Li Shun · Chiny                                                                                           | 6148   | Cecilia Sjoeholm · Szwecja                                                                         | 6122   |
| Zawody drużynowe    | Chiny · Zhang Na – 6270 (1.) · Li Shun – 6148 (2.) · Xie Ronghua – 6095 (4.) | 12 418 | Szwecja · Cecilia Sjoeholm – 6122 (3.) · Melina Westerberg – 5899 (13.) · Josefine Bengtsson – 5567 (17.) | 12 021 | Brazylia · Tatilaine Oliveira – 6037 (6.) · Aila Miranda – 5948 (10.) · Suely Baronto – 5831 (14.) | 11 985 |
| Sztafeta            | Chiny · Li Shun · Xie Ronghua                                                | 1:36.7 | Finlandia · Jenna Sakkinen · Mari Lindstrom                                                               | 1:48.3 | Szwecja · Melina Westerberg · Cecilia Sjoeholm                                                     | 1:49.9 |

## Klasyfikacja medalowa
* Gospodarz zawodów został zaznaczony tym kolorem.
| Miejsce           | Reprezentacja     | Złoto | Srebro | Brąz | Razem |
| ----------------- | ----------------- | ----- | ------ | ---- | ----- |
| 1                 | Chiny*            | 6     | 1      | 0    | 7     |
| 2                 | Brazylia          | 0     | 3      | 1    | 4     |
| 3                 | Szwecja           | 0     | 1      | 2    | 3     |
| 4                 | Finlandia         | 0     | 1      | 0    | 1     |
| 5                 | Niemcy            | 0     | 0      | 2    | 2     |
| 6                 | Hiszpania         | 0     | 0      | 1    | 1     |
| Ogółem (6 państw) | Ogółem (6 państw) | 6     | 6      | 6    | 18    |

Źródło:.